# NGC 1716
NGC 1716 è una vasta galassia a spirale barrata situata nella costellazione della Lepre, a una distanza di circa 328 milioni di anni luce dalla nostra Via Lattea.

## Scoperta
La galassia è stata scoperta l'11 dicembre 1835 dall'astronomo britannico John Herschel.

## Descrizione
NGC 1716 ha una classe di luminosità II-III.